# Caleb Brooks
Caleb Brooks (9 dicembre 2004) è uno sciatore alpino canadese.

## Biografia
Specialista della prove tecniche originario di Lake Louise e attivo dal novembre del 2021, Brooks ha esordito in Nor-Am Cup il 17 dicembre 2021 a Panorama in slalom gigante, senza completare la gara; non ha debuttato in Coppa del Mondo e non ha preso parte a rassegne olimpiche o iridate.

## Palmarès

### Nor-Am Cup
- Miglior piazzamento in classifica generale: 78º nel 2025

### Campionati canadesi
- 1 medaglia:
  - 1 argento (slalom speciale nel 2024)